# Vráž (Boêmia Central)
Vráž é uma comuna checa localizada na região da Boêmia Central, distrito de Beroun.